# Put Your Money on Me
Put Your Money on Me is een nummer van de Canadese indierockband Arcade Fire uit 2017. Het is de vijfde en laatste single van hun vijfde studioalbum Everything Now.

## Achtegrondinformatie
"Put Your Money on Me" gaat over een intense liefde, en hoe geld mensen kan veranderen. Frontman Win Butler zingt over een moeilijke relatie, waarbij geld een grote rol speelt en daarbij mensen verandert. Butler zingt dat hij die relatie graag in stand wil houden, en dringt er bij zijn geliefde op aan hem niet te verlaten. In een podcast vertelde Butler dat hij de tekst "heel, heel snel" schreef. De invloeden voor het nummer die de Butler aanhaalde, zijn onder meer Marvin Gaye's Sexual Healing, de Blade Runner-soundtrack van Vangelis en de vocale harmonieën van ABBA. U2 en Bob Dylan-producer Daniel Lanois is te horen op gitaar op het nummer.
Het nummer flopte in Canada, het thuisland van Arcade Fire. Ook in Nederland deed de plaat niets in de hitlijsten, wel werd het NPO Radio 2 TopSong. In Vlaanderen bereikte het nummer de 10e positie in de Tipparade.

## Tracklijst
- Muziekdownload

1. "Put Your Money on Me" - 5:53